# Họ Thủy thảo
Họ Thủy thảo hay họ Thủy miết hoặc họ Lá sắn (danh pháp khoa học: Hydrocharitaceae) là một họ thực vật hạt kín chứa khoảng 116-130 loài thực vật thủy sinh trong 17-18 chi, nói chung gọi là thủy thảo (cỏ nước), và bao gồm những loài được nhiều người biết đến như rong đuôi chồn (Hydrilla verticillata) hay tóc tiên nước (Vallisneria spp.).
Các sách của tác giả Võ Văn Chi thì gọi họ này là họ Rong đuôi chồn, trong khi tên gọi họ Rong đuôi chồn được một số tài liệu khác dùng cho họ Haloragaceae (Võ Văn Chi gọi họ Haloragaceae là họ Rong xương cá). Có tài liệu (như Từ điển Bách khoa Việt Nam) gọi họ này là họ Tóc tiên nước.
Họ này bao gồm các loài sống trong môi trường nước ngọt lẫn nước mặn. Chúng được tìm thấy rộng khắp trên thế giới trong một loạt các kiểu môi trường nước, nhưng chủ yếu tại khu vực nhiệt đới.
Các loài có thể là thực vật một năm hay lâu năm, với thân rễ đơn trục bò lan, với các lá sắp xếp thành hai hàng theo chiều thẳng đứng, hoặc một thân chính mọc thẳng với các sợi rễ tại gốc và các lá sắp xếp thành vòng hay vòng xoắn. Lá đơn và thường mọc ngầm trong nước, mặc dù chúng có thể nổi trên mặt nước hay một phần nhất định nhô lên khỏi mặt nước. Như nhiều loài thực vật thủy sinh khác, chúng có thể rất đa dạng về hình dáng - từ dạng thẳng tới hình cầu, có hay không có cuống lá, và có hay không có lớp vỏ bọc ngoài tại gốc.
Hoa sắp xếp trong một lá bắc giống như bao mo hình nĩa hay giữa hai lá bắc mọc đối. Chúng thường là không cân xứng, mặc dù trong một vài trường hợp có thể là khá cân xứng, và hoặc là lưỡng tính hoặc là đơn tính. Các phần của bao hoa bao gồm 1 hay 2 dãy gồm (2-)3 đoạn tự do; dãy trong nếu có thường là sặc sỡ và gióng như cánh hoa. Số lượng nhị hoa từ 1 tới nhiều, xếp thành 1 hay vài dãy; các nhị bên trong thường là vô sinh. Phấn hoa hình cầu và tự do, nhưng ở các chi sinh sống ngoài biển (Thalassia và Halophila) thì các hạt phấn thường được tung ra thành chuỗi, giống như chuỗi hạt. Bầu nhụy hạ với 2 - 15 lá noãn hợp sinh, chứa một ngăn với vô số noãn trên các thực giá noãn vách bầu nhụy hoặc là thò ra gần tâm của bầu nhụy hoặc là phát triển không hoàn thiện. Quả từ hình cầu tới thẳng, khô hay nhiều cơm, nứt ra hay thông thường là không nứt mà mở ra nhờ sự thối rữa của vỏ quả. Thông thường quả chứa nhiều hạt với các phôi mầm thẳng và không có nội nhũ.
Kiểu thụ phấn cực kỳ chuyên biệt hóa.
Một vài nhà phân loại học chia họ này ra thành 3 phân họ là Hydrocharitoideae (thụ phấn ở mặt nước và hạt phấn hình cầu), Thalassoideae (Thalassia) và Halophiloideae (Halophila). Hai phân họ sau hụ phấn dưới nước và hạt phấn tung ra thành chuỗi.

## Phát sinh chủng loài
Cây phát sinh chủng loài dưới đây lấy theo APG II, với họ Maundiaceae vẫn nằm trong họ Juncaginaceae còn họ Limnocharitaceae vẫn đứng độc lập.
|  | Hydrocharitaceae |
|  |                  |
|  | Butomaceae       |
|  |                  |

| Alismataceae s.l. | \| \| Alismataceae s.s. \| \| \| \| \| \| Limnocharitaceae \| \| \| \| |
|                   | \| \| Alismataceae s.s. \| \| \| \| \| \| Limnocharitaceae \| \| \| \| |
|                   | Alismataceae s.s.                                                      |
|                   |                                                                        |
|                   | Limnocharitaceae                                                       |
|                   |                                                                        |

|  | Alismataceae s.s. |
|  |                   |
|  | Limnocharitaceae  |
|  |                   |

|  | Hydrocharitaceae |
|  |                  |
|  | Butomaceae       |
|  |                  |

| Alismataceae s.l. | \| \| Alismataceae s.s. \| \| \| \| \| \| Limnocharitaceae \| \| \| \| |
|                   | \| \| Alismataceae s.s. \| \| \| \| \| \| Limnocharitaceae \| \| \| \| |
|                   | Alismataceae s.s.                                                      |
|                   |                                                                        |
|                   | Limnocharitaceae                                                       |
|                   |                                                                        |

|  | Alismataceae s.s. |
|  |                   |
|  | Limnocharitaceae  |
|  |                   |

|  | Posidoniaceae                                                |
|  |                                                              |
|  | \| \| Ruppiaceae \| \| \| \| \| \| Cymodoceaceae \| \| \| \| |
|  |                                                              |
|  | Ruppiaceae                                                   |
|  |                                                              |
|  | Cymodoceaceae                                                |
|  |                                                              |

|  | Ruppiaceae    |
|  |               |
|  | Cymodoceaceae |
|  |               |

|  | Zosteraceae      |
|  |                  |
|  | Potamogetonaceae |
|  |                  |

|  | Posidoniaceae                                                |
|  |                                                              |
|  | \| \| Ruppiaceae \| \| \| \| \| \| Cymodoceaceae \| \| \| \| |
|  |                                                              |
|  | Ruppiaceae                                                   |
|  |                                                              |
|  | Cymodoceaceae                                                |
|  |                                                              |

|  | Ruppiaceae    |
|  |               |
|  | Cymodoceaceae |
|  |               |

|  | Zosteraceae      |
|  |                  |
|  | Potamogetonaceae |
|  |                  |

|  | Posidoniaceae                                                |
|  |                                                              |
|  | \| \| Ruppiaceae \| \| \| \| \| \| Cymodoceaceae \| \| \| \| |
|  |                                                              |
|  | Ruppiaceae                                                   |
|  |                                                              |
|  | Cymodoceaceae                                                |
|  |                                                              |

|  | Ruppiaceae    |
|  |               |
|  | Cymodoceaceae |
|  |               |

|  | Zosteraceae      |
|  |                  |
|  | Potamogetonaceae |
|  |                  |

|  | Posidoniaceae                                                |
|  |                                                              |
|  | \| \| Ruppiaceae \| \| \| \| \| \| Cymodoceaceae \| \| \| \| |
|  |                                                              |
|  | Ruppiaceae                                                   |
|  |                                                              |
|  | Cymodoceaceae                                                |
|  |                                                              |

|  | Ruppiaceae    |
|  |               |
|  | Cymodoceaceae |
|  |               |

|  | Zosteraceae      |
|  |                  |
|  | Potamogetonaceae |
|  |                  |

|  | Posidoniaceae                                                |
|  |                                                              |
|  | \| \| Ruppiaceae \| \| \| \| \| \| Cymodoceaceae \| \| \| \| |
|  |                                                              |
|  | Ruppiaceae                                                   |
|  |                                                              |
|  | Cymodoceaceae                                                |
|  |                                                              |

|  | Ruppiaceae    |
|  |               |
|  | Cymodoceaceae |
|  |               |

|  | Zosteraceae      |
|  |                  |
|  | Potamogetonaceae |
|  |                  |

|  | Posidoniaceae                                                |
|  |                                                              |
|  | \| \| Ruppiaceae \| \| \| \| \| \| Cymodoceaceae \| \| \| \| |
|  |                                                              |
|  | Ruppiaceae                                                   |
|  |                                                              |
|  | Cymodoceaceae                                                |
|  |                                                              |

|  | Ruppiaceae    |
|  |               |
|  | Cymodoceaceae |
|  |               |

|  | Zosteraceae      |
|  |                  |
|  | Potamogetonaceae |
|  |                  |

|  | Posidoniaceae                                                |
|  |                                                              |
|  | \| \| Ruppiaceae \| \| \| \| \| \| Cymodoceaceae \| \| \| \| |
|  |                                                              |
|  | Ruppiaceae                                                   |
|  |                                                              |
|  | Cymodoceaceae                                                |
|  |                                                              |

|  | Ruppiaceae    |
|  |               |
|  | Cymodoceaceae |
|  |               |

|  | Zosteraceae      |
|  |                  |
|  | Potamogetonaceae |
|  |                  |

|  | Posidoniaceae                                                |
|  |                                                              |
|  | \| \| Ruppiaceae \| \| \| \| \| \| Cymodoceaceae \| \| \| \| |
|  |                                                              |
|  | Ruppiaceae                                                   |
|  |                                                              |
|  | Cymodoceaceae                                                |
|  |                                                              |

|  | Ruppiaceae    |
|  |               |
|  | Cymodoceaceae |
|  |               |

|  | Zosteraceae      |
|  |                  |
|  | Potamogetonaceae |
|  |                  |

|  | Posidoniaceae                                                |
|  |                                                              |
|  | \| \| Ruppiaceae \| \| \| \| \| \| Cymodoceaceae \| \| \| \| |
|  |                                                              |
|  | Ruppiaceae                                                   |
|  |                                                              |
|  | Cymodoceaceae                                                |
|  |                                                              |

|  | Ruppiaceae    |
|  |               |
|  | Cymodoceaceae |
|  |               |

|  | Zosteraceae      |
|  |                  |
|  | Potamogetonaceae |
|  |                  |

|  | Posidoniaceae                                                |
|  |                                                              |
|  | \| \| Ruppiaceae \| \| \| \| \| \| Cymodoceaceae \| \| \| \| |
|  |                                                              |
|  | Ruppiaceae                                                   |
|  |                                                              |
|  | Cymodoceaceae                                                |
|  |                                                              |

|  | Ruppiaceae    |
|  |               |
|  | Cymodoceaceae |
|  |               |

|  | Zosteraceae      |
|  |                  |
|  | Potamogetonaceae |
|  |                  |

|  | Posidoniaceae                                                |
|  |                                                              |
|  | \| \| Ruppiaceae \| \| \| \| \| \| Cymodoceaceae \| \| \| \| |
|  |                                                              |
|  | Ruppiaceae                                                   |
|  |                                                              |
|  | Cymodoceaceae                                                |
|  |                                                              |

|  | Ruppiaceae    |
|  |               |
|  | Cymodoceaceae |
|  |               |

|  | Zosteraceae      |
|  |                  |
|  | Potamogetonaceae |
|  |                  |

|  | Posidoniaceae                                                |
|  |                                                              |
|  | \| \| Ruppiaceae \| \| \| \| \| \| Cymodoceaceae \| \| \| \| |
|  |                                                              |
|  | Ruppiaceae                                                   |
|  |                                                              |
|  | Cymodoceaceae                                                |
|  |                                                              |

|  | Ruppiaceae    |
|  |               |
|  | Cymodoceaceae |
|  |               |

|  | Zosteraceae      |
|  |                  |
|  | Potamogetonaceae |
|  |                  |

|  | Posidoniaceae                                                |
|  |                                                              |
|  | \| \| Ruppiaceae \| \| \| \| \| \| Cymodoceaceae \| \| \| \| |
|  |                                                              |
|  | Ruppiaceae                                                   |
|  |                                                              |
|  | Cymodoceaceae                                                |
|  |                                                              |

|  | Ruppiaceae    |
|  |               |
|  | Cymodoceaceae |
|  |               |

|  | Zosteraceae      |
|  |                  |
|  | Potamogetonaceae |
|  |                  |

|  | Posidoniaceae                                                |
|  |                                                              |
|  | \| \| Ruppiaceae \| \| \| \| \| \| Cymodoceaceae \| \| \| \| |
|  |                                                              |
|  | Ruppiaceae                                                   |
|  |                                                              |
|  | Cymodoceaceae                                                |
|  |                                                              |

|  | Ruppiaceae    |
|  |               |
|  | Cymodoceaceae |
|  |               |

|  | Zosteraceae      |
|  |                  |
|  | Potamogetonaceae |
|  |                  |

|  | Posidoniaceae                                                |
|  |                                                              |
|  | \| \| Ruppiaceae \| \| \| \| \| \| Cymodoceaceae \| \| \| \| |
|  |                                                              |
|  | Ruppiaceae                                                   |
|  |                                                              |
|  | Cymodoceaceae                                                |
|  |                                                              |

|  | Ruppiaceae    |
|  |               |
|  | Cymodoceaceae |
|  |               |

|  | Zosteraceae      |
|  |                  |
|  | Potamogetonaceae |
|  |                  |

|  | Posidoniaceae                                                |
|  |                                                              |
|  | \| \| Ruppiaceae \| \| \| \| \| \| Cymodoceaceae \| \| \| \| |
|  |                                                              |
|  | Ruppiaceae                                                   |
|  |                                                              |
|  | Cymodoceaceae                                                |
|  |                                                              |

|  | Ruppiaceae    |
|  |               |
|  | Cymodoceaceae |
|  |               |

|  | Zosteraceae      |
|  |                  |
|  | Potamogetonaceae |
|  |                  |

|  | Hydrocharitaceae |
|  |                  |
|  | Butomaceae       |
|  |                  |

| Alismataceae s.l. | \| \| Alismataceae s.s. \| \| \| \| \| \| Limnocharitaceae \| \| \| \| |
|                   | \| \| Alismataceae s.s. \| \| \| \| \| \| Limnocharitaceae \| \| \| \| |
|                   | Alismataceae s.s.                                                      |
|                   |                                                                        |
|                   | Limnocharitaceae                                                       |
|                   |                                                                        |

|  | Alismataceae s.s. |
|  |                   |
|  | Limnocharitaceae  |
|  |                   |

|  | Hydrocharitaceae |
|  |                  |
|  | Butomaceae       |
|  |                  |

| Alismataceae s.l. | \| \| Alismataceae s.s. \| \| \| \| \| \| Limnocharitaceae \| \| \| \| |
|                   | \| \| Alismataceae s.s. \| \| \| \| \| \| Limnocharitaceae \| \| \| \| |
|                   | Alismataceae s.s.                                                      |
|                   |                                                                        |
|                   | Limnocharitaceae                                                       |
|                   |                                                                        |

|  | Alismataceae s.s. |
|  |                   |
|  | Limnocharitaceae  |
|  |                   |

|  | Posidoniaceae                                                |
|  |                                                              |
|  | \| \| Ruppiaceae \| \| \| \| \| \| Cymodoceaceae \| \| \| \| |
|  |                                                              |
|  | Ruppiaceae                                                   |
|  |                                                              |
|  | Cymodoceaceae                                                |
|  |                                                              |

|  | Ruppiaceae    |
|  |               |
|  | Cymodoceaceae |
|  |               |

|  | Zosteraceae      |
|  |                  |
|  | Potamogetonaceae |
|  |                  |

|  | Posidoniaceae                                                |
|  |                                                              |
|  | \| \| Ruppiaceae \| \| \| \| \| \| Cymodoceaceae \| \| \| \| |
|  |                                                              |
|  | Ruppiaceae                                                   |
|  |                                                              |
|  | Cymodoceaceae                                                |
|  |                                                              |

|  | Ruppiaceae    |
|  |               |
|  | Cymodoceaceae |
|  |               |

|  | Zosteraceae      |
|  |                  |
|  | Potamogetonaceae |
|  |                  |

|  | Posidoniaceae                                                |
|  |                                                              |
|  | \| \| Ruppiaceae \| \| \| \| \| \| Cymodoceaceae \| \| \| \| |
|  |                                                              |
|  | Ruppiaceae                                                   |
|  |                                                              |
|  | Cymodoceaceae                                                |
|  |                                                              |

|  | Ruppiaceae    |
|  |               |
|  | Cymodoceaceae |
|  |               |

|  | Zosteraceae      |
|  |                  |
|  | Potamogetonaceae |
|  |                  |

|  | Posidoniaceae                                                |
|  |                                                              |
|  | \| \| Ruppiaceae \| \| \| \| \| \| Cymodoceaceae \| \| \| \| |
|  |                                                              |
|  | Ruppiaceae                                                   |
|  |                                                              |
|  | Cymodoceaceae                                                |
|  |                                                              |

|  | Ruppiaceae    |
|  |               |
|  | Cymodoceaceae |
|  |               |

|  | Zosteraceae      |
|  |                  |
|  | Potamogetonaceae |
|  |                  |

|  | Posidoniaceae                                                |
|  |                                                              |
|  | \| \| Ruppiaceae \| \| \| \| \| \| Cymodoceaceae \| \| \| \| |
|  |                                                              |
|  | Ruppiaceae                                                   |
|  |                                                              |
|  | Cymodoceaceae                                                |
|  |                                                              |

|  | Ruppiaceae    |
|  |               |
|  | Cymodoceaceae |
|  |               |

|  | Zosteraceae      |
|  |                  |
|  | Potamogetonaceae |
|  |                  |

|  | Posidoniaceae                                                |
|  |                                                              |
|  | \| \| Ruppiaceae \| \| \| \| \| \| Cymodoceaceae \| \| \| \| |
|  |                                                              |
|  | Ruppiaceae                                                   |
|  |                                                              |
|  | Cymodoceaceae                                                |
|  |                                                              |

|  | Ruppiaceae    |
|  |               |
|  | Cymodoceaceae |
|  |               |

|  | Zosteraceae      |
|  |                  |
|  | Potamogetonaceae |
|  |                  |

|  | Posidoniaceae                                                |
|  |                                                              |
|  | \| \| Ruppiaceae \| \| \| \| \| \| Cymodoceaceae \| \| \| \| |
|  |                                                              |
|  | Ruppiaceae                                                   |
|  |                                                              |
|  | Cymodoceaceae                                                |
|  |                                                              |

|  | Ruppiaceae    |
|  |               |
|  | Cymodoceaceae |
|  |               |

|  | Zosteraceae      |
|  |                  |
|  | Potamogetonaceae |
|  |                  |

|  | Posidoniaceae                                                |
|  |                                                              |
|  | \| \| Ruppiaceae \| \| \| \| \| \| Cymodoceaceae \| \| \| \| |
|  |                                                              |
|  | Ruppiaceae                                                   |
|  |                                                              |
|  | Cymodoceaceae                                                |
|  |                                                              |

|  | Ruppiaceae    |
|  |               |
|  | Cymodoceaceae |
|  |               |

|  | Zosteraceae      |
|  |                  |
|  | Potamogetonaceae |
|  |                  |

|  | Posidoniaceae                                                |
|  |                                                              |
|  | \| \| Ruppiaceae \| \| \| \| \| \| Cymodoceaceae \| \| \| \| |
|  |                                                              |
|  | Ruppiaceae                                                   |
|  |                                                              |
|  | Cymodoceaceae                                                |
|  |                                                              |

|  | Ruppiaceae    |
|  |               |
|  | Cymodoceaceae |
|  |               |

|  | Zosteraceae      |
|  |                  |
|  | Potamogetonaceae |
|  |                  |

|  | Posidoniaceae                                                |
|  |                                                              |
|  | \| \| Ruppiaceae \| \| \| \| \| \| Cymodoceaceae \| \| \| \| |
|  |                                                              |
|  | Ruppiaceae                                                   |
|  |                                                              |
|  | Cymodoceaceae                                                |
|  |                                                              |

|  | Ruppiaceae    |
|  |               |
|  | Cymodoceaceae |
|  |               |

|  | Zosteraceae      |
|  |                  |
|  | Potamogetonaceae |
|  |                  |

|  | Posidoniaceae                                                |
|  |                                                              |
|  | \| \| Ruppiaceae \| \| \| \| \| \| Cymodoceaceae \| \| \| \| |
|  |                                                              |
|  | Ruppiaceae                                                   |
|  |                                                              |
|  | Cymodoceaceae                                                |
|  |                                                              |

|  | Ruppiaceae    |
|  |               |
|  | Cymodoceaceae |
|  |               |

|  | Zosteraceae      |
|  |                  |
|  | Potamogetonaceae |
|  |                  |

|  | Posidoniaceae                                                |
|  |                                                              |
|  | \| \| Ruppiaceae \| \| \| \| \| \| Cymodoceaceae \| \| \| \| |
|  |                                                              |
|  | Ruppiaceae                                                   |
|  |                                                              |
|  | Cymodoceaceae                                                |
|  |                                                              |

|  | Ruppiaceae    |
|  |               |
|  | Cymodoceaceae |
|  |               |

|  | Zosteraceae      |
|  |                  |
|  | Potamogetonaceae |
|  |                  |

|  | Posidoniaceae                                                |
|  |                                                              |
|  | \| \| Ruppiaceae \| \| \| \| \| \| Cymodoceaceae \| \| \| \| |
|  |                                                              |
|  | Ruppiaceae                                                   |
|  |                                                              |
|  | Cymodoceaceae                                                |
|  |                                                              |

|  | Ruppiaceae    |
|  |               |
|  | Cymodoceaceae |
|  |               |

|  | Zosteraceae      |
|  |                  |
|  | Potamogetonaceae |
|  |                  |

|  | Posidoniaceae                                                |
|  |                                                              |
|  | \| \| Ruppiaceae \| \| \| \| \| \| Cymodoceaceae \| \| \| \| |
|  |                                                              |
|  | Ruppiaceae                                                   |
|  |                                                              |
|  | Cymodoceaceae                                                |
|  |                                                              |

|  | Ruppiaceae    |
|  |               |
|  | Cymodoceaceae |
|  |               |

|  | Zosteraceae      |
|  |                  |
|  | Potamogetonaceae |
|  |                  |

|  | Posidoniaceae                                                |
|  |                                                              |
|  | \| \| Ruppiaceae \| \| \| \| \| \| Cymodoceaceae \| \| \| \| |
|  |                                                              |
|  | Ruppiaceae                                                   |
|  |                                                              |
|  | Cymodoceaceae                                                |
|  |                                                              |

|  | Ruppiaceae    |
|  |               |
|  | Cymodoceaceae |
|  |               |

|  | Zosteraceae      |
|  |                  |
|  | Potamogetonaceae |
|  |                  |

|  | Posidoniaceae                                                |
|  |                                                              |
|  | \| \| Ruppiaceae \| \| \| \| \| \| Cymodoceaceae \| \| \| \| |
|  |                                                              |
|  | Ruppiaceae                                                   |
|  |                                                              |
|  | Cymodoceaceae                                                |
|  |                                                              |

|  | Ruppiaceae    |
|  |               |
|  | Cymodoceaceae |
|  |               |

|  | Zosteraceae      |
|  |                  |
|  | Potamogetonaceae |
|  |                  |

|  | Hydrocharitaceae |
|  |                  |
|  | Butomaceae       |
|  |                  |

| Alismataceae s.l. | \| \| Alismataceae s.s. \| \| \| \| \| \| Limnocharitaceae \| \| \| \| |
|                   | \| \| Alismataceae s.s. \| \| \| \| \| \| Limnocharitaceae \| \| \| \| |
|                   | Alismataceae s.s.                                                      |
|                   |                                                                        |
|                   | Limnocharitaceae                                                       |
|                   |                                                                        |

|  | Alismataceae s.s. |
|  |                   |
|  | Limnocharitaceae  |
|  |                   |

|  | Hydrocharitaceae |
|  |                  |
|  | Butomaceae       |
|  |                  |

| Alismataceae s.l. | \| \| Alismataceae s.s. \| \| \| \| \| \| Limnocharitaceae \| \| \| \| |
|                   | \| \| Alismataceae s.s. \| \| \| \| \| \| Limnocharitaceae \| \| \| \| |
|                   | Alismataceae s.s.                                                      |
|                   |                                                                        |
|                   | Limnocharitaceae                                                       |
|                   |                                                                        |

|  | Alismataceae s.s. |
|  |                   |
|  | Limnocharitaceae  |
|  |                   |

|  | Posidoniaceae                                                |
|  |                                                              |
|  | \| \| Ruppiaceae \| \| \| \| \| \| Cymodoceaceae \| \| \| \| |
|  |                                                              |
|  | Ruppiaceae                                                   |
|  |                                                              |
|  | Cymodoceaceae                                                |
|  |                                                              |

|  | Ruppiaceae    |
|  |               |
|  | Cymodoceaceae |
|  |               |

|  | Zosteraceae      |
|  |                  |
|  | Potamogetonaceae |
|  |                  |

|  | Posidoniaceae                                                |
|  |                                                              |
|  | \| \| Ruppiaceae \| \| \| \| \| \| Cymodoceaceae \| \| \| \| |
|  |                                                              |
|  | Ruppiaceae                                                   |
|  |                                                              |
|  | Cymodoceaceae                                                |
|  |                                                              |

|  | Ruppiaceae    |
|  |               |
|  | Cymodoceaceae |
|  |               |

|  | Zosteraceae      |
|  |                  |
|  | Potamogetonaceae |
|  |                  |

|  | Posidoniaceae                                                |
|  |                                                              |
|  | \| \| Ruppiaceae \| \| \| \| \| \| Cymodoceaceae \| \| \| \| |
|  |                                                              |
|  | Ruppiaceae                                                   |
|  |                                                              |
|  | Cymodoceaceae                                                |
|  |                                                              |

|  | Ruppiaceae    |
|  |               |
|  | Cymodoceaceae |
|  |               |

|  | Zosteraceae      |
|  |                  |
|  | Potamogetonaceae |
|  |                  |

|  | Posidoniaceae                                                |
|  |                                                              |
|  | \| \| Ruppiaceae \| \| \| \| \| \| Cymodoceaceae \| \| \| \| |
|  |                                                              |
|  | Ruppiaceae                                                   |
|  |                                                              |
|  | Cymodoceaceae                                                |
|  |                                                              |

|  | Ruppiaceae    |
|  |               |
|  | Cymodoceaceae |
|  |               |

|  | Zosteraceae      |
|  |                  |
|  | Potamogetonaceae |
|  |                  |

|  | Posidoniaceae                                                |
|  |                                                              |
|  | \| \| Ruppiaceae \| \| \| \| \| \| Cymodoceaceae \| \| \| \| |
|  |                                                              |
|  | Ruppiaceae                                                   |
|  |                                                              |
|  | Cymodoceaceae                                                |
|  |                                                              |

|  | Ruppiaceae    |
|  |               |
|  | Cymodoceaceae |
|  |               |

|  | Zosteraceae      |
|  |                  |
|  | Potamogetonaceae |
|  |                  |

|  | Posidoniaceae                                                |
|  |                                                              |
|  | \| \| Ruppiaceae \| \| \| \| \| \| Cymodoceaceae \| \| \| \| |
|  |                                                              |
|  | Ruppiaceae                                                   |
|  |                                                              |
|  | Cymodoceaceae                                                |
|  |                                                              |

|  | Ruppiaceae    |
|  |               |
|  | Cymodoceaceae |
|  |               |

|  | Zosteraceae      |
|  |                  |
|  | Potamogetonaceae |
|  |                  |

|  | Posidoniaceae                                                |
|  |                                                              |
|  | \| \| Ruppiaceae \| \| \| \| \| \| Cymodoceaceae \| \| \| \| |
|  |                                                              |
|  | Ruppiaceae                                                   |
|  |                                                              |
|  | Cymodoceaceae                                                |
|  |                                                              |

|  | Ruppiaceae    |
|  |               |
|  | Cymodoceaceae |
|  |               |

|  | Zosteraceae      |
|  |                  |
|  | Potamogetonaceae |
|  |                  |

|  | Posidoniaceae                                                |
|  |                                                              |
|  | \| \| Ruppiaceae \| \| \| \| \| \| Cymodoceaceae \| \| \| \| |
|  |                                                              |
|  | Ruppiaceae                                                   |
|  |                                                              |
|  | Cymodoceaceae                                                |
|  |                                                              |

|  | Ruppiaceae    |
|  |               |
|  | Cymodoceaceae |
|  |               |

|  | Zosteraceae      |
|  |                  |
|  | Potamogetonaceae |
|  |                  |

|  | Posidoniaceae                                                |
|  |                                                              |
|  | \| \| Ruppiaceae \| \| \| \| \| \| Cymodoceaceae \| \| \| \| |
|  |                                                              |
|  | Ruppiaceae                                                   |
|  |                                                              |
|  | Cymodoceaceae                                                |
|  |                                                              |

|  | Ruppiaceae    |
|  |               |
|  | Cymodoceaceae |
|  |               |

|  | Zosteraceae      |
|  |                  |
|  | Potamogetonaceae |
|  |                  |

|  | Posidoniaceae                                                |
|  |                                                              |
|  | \| \| Ruppiaceae \| \| \| \| \| \| Cymodoceaceae \| \| \| \| |
|  |                                                              |
|  | Ruppiaceae                                                   |
|  |                                                              |
|  | Cymodoceaceae                                                |
|  |                                                              |

|  | Ruppiaceae    |
|  |               |
|  | Cymodoceaceae |
|  |               |

|  | Zosteraceae      |
|  |                  |
|  | Potamogetonaceae |
|  |                  |

|  | Posidoniaceae                                                |
|  |                                                              |
|  | \| \| Ruppiaceae \| \| \| \| \| \| Cymodoceaceae \| \| \| \| |
|  |                                                              |
|  | Ruppiaceae                                                   |
|  |                                                              |
|  | Cymodoceaceae                                                |
|  |                                                              |

|  | Ruppiaceae    |
|  |               |
|  | Cymodoceaceae |
|  |               |

|  | Zosteraceae      |
|  |                  |
|  | Potamogetonaceae |
|  |                  |

|  | Posidoniaceae                                                |
|  |                                                              |
|  | \| \| Ruppiaceae \| \| \| \| \| \| Cymodoceaceae \| \| \| \| |
|  |                                                              |
|  | Ruppiaceae                                                   |
|  |                                                              |
|  | Cymodoceaceae                                                |
|  |                                                              |

|  | Ruppiaceae    |
|  |               |
|  | Cymodoceaceae |
|  |               |

|  | Zosteraceae      |
|  |                  |
|  | Potamogetonaceae |
|  |                  |

|  | Posidoniaceae                                                |
|  |                                                              |
|  | \| \| Ruppiaceae \| \| \| \| \| \| Cymodoceaceae \| \| \| \| |
|  |                                                              |
|  | Ruppiaceae                                                   |
|  |                                                              |
|  | Cymodoceaceae                                                |
|  |                                                              |

|  | Ruppiaceae    |
|  |               |
|  | Cymodoceaceae |
|  |               |

|  | Zosteraceae      |
|  |                  |
|  | Potamogetonaceae |
|  |                  |

|  | Posidoniaceae                                                |
|  |                                                              |
|  | \| \| Ruppiaceae \| \| \| \| \| \| Cymodoceaceae \| \| \| \| |
|  |                                                              |
|  | Ruppiaceae                                                   |
|  |                                                              |
|  | Cymodoceaceae                                                |
|  |                                                              |

|  | Ruppiaceae    |
|  |               |
|  | Cymodoceaceae |
|  |               |

|  | Zosteraceae      |
|  |                  |
|  | Potamogetonaceae |
|  |                  |

|  | Posidoniaceae                                                |
|  |                                                              |
|  | \| \| Ruppiaceae \| \| \| \| \| \| Cymodoceaceae \| \| \| \| |
|  |                                                              |
|  | Ruppiaceae                                                   |
|  |                                                              |
|  | Cymodoceaceae                                                |
|  |                                                              |

|  | Ruppiaceae    |
|  |               |
|  | Cymodoceaceae |
|  |               |

|  | Zosteraceae      |
|  |                  |
|  | Potamogetonaceae |
|  |                  |

|  | Posidoniaceae                                                |
|  |                                                              |
|  | \| \| Ruppiaceae \| \| \| \| \| \| Cymodoceaceae \| \| \| \| |
|  |                                                              |
|  | Ruppiaceae                                                   |
|  |                                                              |
|  | Cymodoceaceae                                                |
|  |                                                              |

|  | Ruppiaceae    |
|  |               |
|  | Cymodoceaceae |
|  |               |

|  | Zosteraceae      |
|  |                  |
|  | Potamogetonaceae |
|  |                  |

|  | Hydrocharitaceae |
|  |                  |
|  | Butomaceae       |
|  |                  |

| Alismataceae s.l. | \| \| Alismataceae s.s. \| \| \| \| \| \| Limnocharitaceae \| \| \| \| |
|                   | \| \| Alismataceae s.s. \| \| \| \| \| \| Limnocharitaceae \| \| \| \| |
|                   | Alismataceae s.s.                                                      |
|                   |                                                                        |
|                   | Limnocharitaceae                                                       |
|                   |                                                                        |

|  | Alismataceae s.s. |
|  |                   |
|  | Limnocharitaceae  |
|  |                   |

|  | Hydrocharitaceae |
|  |                  |
|  | Butomaceae       |
|  |                  |

| Alismataceae s.l. | \| \| Alismataceae s.s. \| \| \| \| \| \| Limnocharitaceae \| \| \| \| |
|                   | \| \| Alismataceae s.s. \| \| \| \| \| \| Limnocharitaceae \| \| \| \| |
|                   | Alismataceae s.s.                                                      |
|                   |                                                                        |
|                   | Limnocharitaceae                                                       |
|                   |                                                                        |

|  | Alismataceae s.s. |
|  |                   |
|  | Limnocharitaceae  |
|  |                   |

|  | Posidoniaceae                                                |
|  |                                                              |
|  | \| \| Ruppiaceae \| \| \| \| \| \| Cymodoceaceae \| \| \| \| |
|  |                                                              |
|  | Ruppiaceae                                                   |
|  |                                                              |
|  | Cymodoceaceae                                                |
|  |                                                              |

|  | Ruppiaceae    |
|  |               |
|  | Cymodoceaceae |
|  |               |

|  | Zosteraceae      |
|  |                  |
|  | Potamogetonaceae |
|  |                  |

|  | Posidoniaceae                                                |
|  |                                                              |
|  | \| \| Ruppiaceae \| \| \| \| \| \| Cymodoceaceae \| \| \| \| |
|  |                                                              |
|  | Ruppiaceae                                                   |
|  |                                                              |
|  | Cymodoceaceae                                                |
|  |                                                              |

|  | Ruppiaceae    |
|  |               |
|  | Cymodoceaceae |
|  |               |

|  | Zosteraceae      |
|  |                  |
|  | Potamogetonaceae |
|  |                  |

|  | Posidoniaceae                                                |
|  |                                                              |
|  | \| \| Ruppiaceae \| \| \| \| \| \| Cymodoceaceae \| \| \| \| |
|  |                                                              |
|  | Ruppiaceae                                                   |
|  |                                                              |
|  | Cymodoceaceae                                                |
|  |                                                              |

|  | Ruppiaceae    |
|  |               |
|  | Cymodoceaceae |
|  |               |

|  | Zosteraceae      |
|  |                  |
|  | Potamogetonaceae |
|  |                  |

|  | Posidoniaceae                                                |
|  |                                                              |
|  | \| \| Ruppiaceae \| \| \| \| \| \| Cymodoceaceae \| \| \| \| |
|  |                                                              |
|  | Ruppiaceae                                                   |
|  |                                                              |
|  | Cymodoceaceae                                                |
|  |                                                              |

|  | Ruppiaceae    |
|  |               |
|  | Cymodoceaceae |
|  |               |

|  | Zosteraceae      |
|  |                  |
|  | Potamogetonaceae |
|  |                  |

|  | Posidoniaceae                                                |
|  |                                                              |
|  | \| \| Ruppiaceae \| \| \| \| \| \| Cymodoceaceae \| \| \| \| |
|  |                                                              |
|  | Ruppiaceae                                                   |
|  |                                                              |
|  | Cymodoceaceae                                                |
|  |                                                              |

|  | Ruppiaceae    |
|  |               |
|  | Cymodoceaceae |
|  |               |

|  | Zosteraceae      |
|  |                  |
|  | Potamogetonaceae |
|  |                  |

|  | Posidoniaceae                                                |
|  |                                                              |
|  | \| \| Ruppiaceae \| \| \| \| \| \| Cymodoceaceae \| \| \| \| |
|  |                                                              |
|  | Ruppiaceae                                                   |
|  |                                                              |
|  | Cymodoceaceae                                                |
|  |                                                              |

|  | Ruppiaceae    |
|  |               |
|  | Cymodoceaceae |
|  |               |

|  | Zosteraceae      |
|  |                  |
|  | Potamogetonaceae |
|  |                  |

|  | Posidoniaceae                                                |
|  |                                                              |
|  | \| \| Ruppiaceae \| \| \| \| \| \| Cymodoceaceae \| \| \| \| |
|  |                                                              |
|  | Ruppiaceae                                                   |
|  |                                                              |
|  | Cymodoceaceae                                                |
|  |                                                              |

|  | Ruppiaceae    |
|  |               |
|  | Cymodoceaceae |
|  |               |

|  | Zosteraceae      |
|  |                  |
|  | Potamogetonaceae |
|  |                  |

|  | Posidoniaceae                                                |
|  |                                                              |
|  | \| \| Ruppiaceae \| \| \| \| \| \| Cymodoceaceae \| \| \| \| |
|  |                                                              |
|  | Ruppiaceae                                                   |
|  |                                                              |
|  | Cymodoceaceae                                                |
|  |                                                              |

|  | Ruppiaceae    |
|  |               |
|  | Cymodoceaceae |
|  |               |

|  | Zosteraceae      |
|  |                  |
|  | Potamogetonaceae |
|  |                  |

|  | Posidoniaceae                                                |
|  |                                                              |
|  | \| \| Ruppiaceae \| \| \| \| \| \| Cymodoceaceae \| \| \| \| |
|  |                                                              |
|  | Ruppiaceae                                                   |
|  |                                                              |
|  | Cymodoceaceae                                                |
|  |                                                              |

|  | Ruppiaceae    |
|  |               |
|  | Cymodoceaceae |
|  |               |

|  | Zosteraceae      |
|  |                  |
|  | Potamogetonaceae |
|  |                  |

|  | Posidoniaceae                                                |
|  |                                                              |
|  | \| \| Ruppiaceae \| \| \| \| \| \| Cymodoceaceae \| \| \| \| |
|  |                                                              |
|  | Ruppiaceae                                                   |
|  |                                                              |
|  | Cymodoceaceae                                                |
|  |                                                              |

|  | Ruppiaceae    |
|  |               |
|  | Cymodoceaceae |
|  |               |

|  | Zosteraceae      |
|  |                  |
|  | Potamogetonaceae |
|  |                  |

|  | Posidoniaceae                                                |
|  |                                                              |
|  | \| \| Ruppiaceae \| \| \| \| \| \| Cymodoceaceae \| \| \| \| |
|  |                                                              |
|  | Ruppiaceae                                                   |
|  |                                                              |
|  | Cymodoceaceae                                                |
|  |                                                              |

|  | Ruppiaceae    |
|  |               |
|  | Cymodoceaceae |
|  |               |

|  | Zosteraceae      |
|  |                  |
|  | Potamogetonaceae |
|  |                  |

|  | Posidoniaceae                                                |
|  |                                                              |
|  | \| \| Ruppiaceae \| \| \| \| \| \| Cymodoceaceae \| \| \| \| |
|  |                                                              |
|  | Ruppiaceae                                                   |
|  |                                                              |
|  | Cymodoceaceae                                                |
|  |                                                              |

|  | Ruppiaceae    |
|  |               |
|  | Cymodoceaceae |
|  |               |

|  | Zosteraceae      |
|  |                  |
|  | Potamogetonaceae |
|  |                  |

|  | Posidoniaceae                                                |
|  |                                                              |
|  | \| \| Ruppiaceae \| \| \| \| \| \| Cymodoceaceae \| \| \| \| |
|  |                                                              |
|  | Ruppiaceae                                                   |
|  |                                                              |
|  | Cymodoceaceae                                                |
|  |                                                              |

|  | Ruppiaceae    |
|  |               |
|  | Cymodoceaceae |
|  |               |

|  | Zosteraceae      |
|  |                  |
|  | Potamogetonaceae |
|  |                  |

|  | Posidoniaceae                                                |
|  |                                                              |
|  | \| \| Ruppiaceae \| \| \| \| \| \| Cymodoceaceae \| \| \| \| |
|  |                                                              |
|  | Ruppiaceae                                                   |
|  |                                                              |
|  | Cymodoceaceae                                                |
|  |                                                              |

|  | Ruppiaceae    |
|  |               |
|  | Cymodoceaceae |
|  |               |

|  | Zosteraceae      |
|  |                  |
|  | Potamogetonaceae |
|  |                  |

|  | Posidoniaceae                                                |
|  |                                                              |
|  | \| \| Ruppiaceae \| \| \| \| \| \| Cymodoceaceae \| \| \| \| |
|  |                                                              |
|  | Ruppiaceae                                                   |
|  |                                                              |
|  | Cymodoceaceae                                                |
|  |                                                              |

|  | Ruppiaceae    |
|  |               |
|  | Cymodoceaceae |
|  |               |

|  | Zosteraceae      |
|  |                  |
|  | Potamogetonaceae |
|  |                  |

|  | Posidoniaceae                                                |
|  |                                                              |
|  | \| \| Ruppiaceae \| \| \| \| \| \| Cymodoceaceae \| \| \| \| |
|  |                                                              |
|  | Ruppiaceae                                                   |
|  |                                                              |
|  | Cymodoceaceae                                                |
|  |                                                              |

|  | Ruppiaceae    |
|  |               |
|  | Cymodoceaceae |
|  |               |

|  | Zosteraceae      |
|  |                  |
|  | Potamogetonaceae |
|  |                  |

|  | Hydrocharitaceae |
|  |                  |
|  | Butomaceae       |
|  |                  |

| Alismataceae s.l. | \| \| Alismataceae s.s. \| \| \| \| \| \| Limnocharitaceae \| \| \| \| |
|                   | \| \| Alismataceae s.s. \| \| \| \| \| \| Limnocharitaceae \| \| \| \| |
|                   | Alismataceae s.s.                                                      |
|                   |                                                                        |
|                   | Limnocharitaceae                                                       |
|                   |                                                                        |

|  | Alismataceae s.s. |
|  |                   |
|  | Limnocharitaceae  |
|  |                   |

|  | Hydrocharitaceae |
|  |                  |
|  | Butomaceae       |
|  |                  |

| Alismataceae s.l. | \| \| Alismataceae s.s. \| \| \| \| \| \| Limnocharitaceae \| \| \| \| |
|                   | \| \| Alismataceae s.s. \| \| \| \| \| \| Limnocharitaceae \| \| \| \| |
|                   | Alismataceae s.s.                                                      |
|                   |                                                                        |
|                   | Limnocharitaceae                                                       |
|                   |                                                                        |

|  | Alismataceae s.s. |
|  |                   |
|  | Limnocharitaceae  |
|  |                   |

|  | Posidoniaceae                                                |
|  |                                                              |
|  | \| \| Ruppiaceae \| \| \| \| \| \| Cymodoceaceae \| \| \| \| |
|  |                                                              |
|  | Ruppiaceae                                                   |
|  |                                                              |
|  | Cymodoceaceae                                                |
|  |                                                              |

|  | Ruppiaceae    |
|  |               |
|  | Cymodoceaceae |
|  |               |

|  | Zosteraceae      |
|  |                  |
|  | Potamogetonaceae |
|  |                  |

|  | Posidoniaceae                                                |
|  |                                                              |
|  | \| \| Ruppiaceae \| \| \| \| \| \| Cymodoceaceae \| \| \| \| |
|  |                                                              |
|  | Ruppiaceae                                                   |
|  |                                                              |
|  | Cymodoceaceae                                                |
|  |                                                              |

|  | Ruppiaceae    |
|  |               |
|  | Cymodoceaceae |
|  |               |

|  | Zosteraceae      |
|  |                  |
|  | Potamogetonaceae |
|  |                  |

|  | Posidoniaceae                                                |
|  |                                                              |
|  | \| \| Ruppiaceae \| \| \| \| \| \| Cymodoceaceae \| \| \| \| |
|  |                                                              |
|  | Ruppiaceae                                                   |
|  |                                                              |
|  | Cymodoceaceae                                                |
|  |                                                              |

|  | Ruppiaceae    |
|  |               |
|  | Cymodoceaceae |
|  |               |

|  | Zosteraceae      |
|  |                  |
|  | Potamogetonaceae |
|  |                  |

|  | Posidoniaceae                                                |
|  |                                                              |
|  | \| \| Ruppiaceae \| \| \| \| \| \| Cymodoceaceae \| \| \| \| |
|  |                                                              |
|  | Ruppiaceae                                                   |
|  |                                                              |
|  | Cymodoceaceae                                                |
|  |                                                              |

|  | Ruppiaceae    |
|  |               |
|  | Cymodoceaceae |
|  |               |

|  | Zosteraceae      |
|  |                  |
|  | Potamogetonaceae |
|  |                  |

|  | Posidoniaceae                                                |
|  |                                                              |
|  | \| \| Ruppiaceae \| \| \| \| \| \| Cymodoceaceae \| \| \| \| |
|  |                                                              |
|  | Ruppiaceae                                                   |
|  |                                                              |
|  | Cymodoceaceae                                                |
|  |                                                              |

|  | Ruppiaceae    |
|  |               |
|  | Cymodoceaceae |
|  |               |

|  | Zosteraceae      |
|  |                  |
|  | Potamogetonaceae |
|  |                  |

|  | Posidoniaceae                                                |
|  |                                                              |
|  | \| \| Ruppiaceae \| \| \| \| \| \| Cymodoceaceae \| \| \| \| |
|  |                                                              |
|  | Ruppiaceae                                                   |
|  |                                                              |
|  | Cymodoceaceae                                                |
|  |                                                              |

|  | Ruppiaceae    |
|  |               |
|  | Cymodoceaceae |
|  |               |

|  | Zosteraceae      |
|  |                  |
|  | Potamogetonaceae |
|  |                  |

|  | Posidoniaceae                                                |
|  |                                                              |
|  | \| \| Ruppiaceae \| \| \| \| \| \| Cymodoceaceae \| \| \| \| |
|  |                                                              |
|  | Ruppiaceae                                                   |
|  |                                                              |
|  | Cymodoceaceae                                                |
|  |                                                              |

|  | Ruppiaceae    |
|  |               |
|  | Cymodoceaceae |
|  |               |

|  | Zosteraceae      |
|  |                  |
|  | Potamogetonaceae |
|  |                  |

|  | Posidoniaceae                                                |
|  |                                                              |
|  | \| \| Ruppiaceae \| \| \| \| \| \| Cymodoceaceae \| \| \| \| |
|  |                                                              |
|  | Ruppiaceae                                                   |
|  |                                                              |
|  | Cymodoceaceae                                                |
|  |                                                              |

|  | Ruppiaceae    |
|  |               |
|  | Cymodoceaceae |
|  |               |

|  | Zosteraceae      |
|  |                  |
|  | Potamogetonaceae |
|  |                  |

|  | Posidoniaceae                                                |
|  |                                                              |
|  | \| \| Ruppiaceae \| \| \| \| \| \| Cymodoceaceae \| \| \| \| |
|  |                                                              |
|  | Ruppiaceae                                                   |
|  |                                                              |
|  | Cymodoceaceae                                                |
|  |                                                              |

|  | Ruppiaceae    |
|  |               |
|  | Cymodoceaceae |
|  |               |

|  | Zosteraceae      |
|  |                  |
|  | Potamogetonaceae |
|  |                  |

|  | Posidoniaceae                                                |
|  |                                                              |
|  | \| \| Ruppiaceae \| \| \| \| \| \| Cymodoceaceae \| \| \| \| |
|  |                                                              |
|  | Ruppiaceae                                                   |
|  |                                                              |
|  | Cymodoceaceae                                                |
|  |                                                              |

|  | Ruppiaceae    |
|  |               |
|  | Cymodoceaceae |
|  |               |

|  | Zosteraceae      |
|  |                  |
|  | Potamogetonaceae |
|  |                  |

|  | Posidoniaceae                                                |
|  |                                                              |
|  | \| \| Ruppiaceae \| \| \| \| \| \| Cymodoceaceae \| \| \| \| |
|  |                                                              |
|  | Ruppiaceae                                                   |
|  |                                                              |
|  | Cymodoceaceae                                                |
|  |                                                              |

|  | Ruppiaceae    |
|  |               |
|  | Cymodoceaceae |
|  |               |

|  | Zosteraceae      |
|  |                  |
|  | Potamogetonaceae |
|  |                  |

|  | Posidoniaceae                                                |
|  |                                                              |
|  | \| \| Ruppiaceae \| \| \| \| \| \| Cymodoceaceae \| \| \| \| |
|  |                                                              |
|  | Ruppiaceae                                                   |
|  |                                                              |
|  | Cymodoceaceae                                                |
|  |                                                              |

|  | Ruppiaceae    |
|  |               |
|  | Cymodoceaceae |
|  |               |

|  | Zosteraceae      |
|  |                  |
|  | Potamogetonaceae |
|  |                  |

|  | Posidoniaceae                                                |
|  |                                                              |
|  | \| \| Ruppiaceae \| \| \| \| \| \| Cymodoceaceae \| \| \| \| |
|  |                                                              |
|  | Ruppiaceae                                                   |
|  |                                                              |
|  | Cymodoceaceae                                                |
|  |                                                              |

|  | Ruppiaceae    |
|  |               |
|  | Cymodoceaceae |
|  |               |

|  | Zosteraceae      |
|  |                  |
|  | Potamogetonaceae |
|  |                  |

|  | Posidoniaceae                                                |
|  |                                                              |
|  | \| \| Ruppiaceae \| \| \| \| \| \| Cymodoceaceae \| \| \| \| |
|  |                                                              |
|  | Ruppiaceae                                                   |
|  |                                                              |
|  | Cymodoceaceae                                                |
|  |                                                              |

|  | Ruppiaceae    |
|  |               |
|  | Cymodoceaceae |
|  |               |

|  | Zosteraceae      |
|  |                  |
|  | Potamogetonaceae |
|  |                  |

|  | Posidoniaceae                                                |
|  |                                                              |
|  | \| \| Ruppiaceae \| \| \| \| \| \| Cymodoceaceae \| \| \| \| |
|  |                                                              |
|  | Ruppiaceae                                                   |
|  |                                                              |
|  | Cymodoceaceae                                                |
|  |                                                              |

|  | Ruppiaceae    |
|  |               |
|  | Cymodoceaceae |
|  |               |

|  | Zosteraceae      |
|  |                  |
|  | Potamogetonaceae |
|  |                  |

|  | Posidoniaceae                                                |
|  |                                                              |
|  | \| \| Ruppiaceae \| \| \| \| \| \| Cymodoceaceae \| \| \| \| |
|  |                                                              |
|  | Ruppiaceae                                                   |
|  |                                                              |
|  | Cymodoceaceae                                                |
|  |                                                              |

|  | Ruppiaceae    |
|  |               |
|  | Cymodoceaceae |
|  |               |

|  | Zosteraceae      |
|  |                  |
|  | Potamogetonaceae |
|  |                  |

|  | Hydrocharitaceae |
|  |                  |
|  | Butomaceae       |
|  |                  |

| Alismataceae s.l. | \| \| Alismataceae s.s. \| \| \| \| \| \| Limnocharitaceae \| \| \| \| |
|                   | \| \| Alismataceae s.s. \| \| \| \| \| \| Limnocharitaceae \| \| \| \| |
|                   | Alismataceae s.s.                                                      |
|                   |                                                                        |
|                   | Limnocharitaceae                                                       |
|                   |                                                                        |

|  | Alismataceae s.s. |
|  |                   |
|  | Limnocharitaceae  |
|  |                   |

|  | Hydrocharitaceae |
|  |                  |
|  | Butomaceae       |
|  |                  |

| Alismataceae s.l. | \| \| Alismataceae s.s. \| \| \| \| \| \| Limnocharitaceae \| \| \| \| |
|                   | \| \| Alismataceae s.s. \| \| \| \| \| \| Limnocharitaceae \| \| \| \| |
|                   | Alismataceae s.s.                                                      |
|                   |                                                                        |
|                   | Limnocharitaceae                                                       |
|                   |                                                                        |

|  | Alismataceae s.s. |
|  |                   |
|  | Limnocharitaceae  |
|  |                   |

|  | Posidoniaceae                                                |
|  |                                                              |
|  | \| \| Ruppiaceae \| \| \| \| \| \| Cymodoceaceae \| \| \| \| |
|  |                                                              |
|  | Ruppiaceae                                                   |
|  |                                                              |
|  | Cymodoceaceae                                                |
|  |                                                              |

|  | Ruppiaceae    |
|  |               |
|  | Cymodoceaceae |
|  |               |

|  | Zosteraceae      |
|  |                  |
|  | Potamogetonaceae |
|  |                  |

|  | Posidoniaceae                                                |
|  |                                                              |
|  | \| \| Ruppiaceae \| \| \| \| \| \| Cymodoceaceae \| \| \| \| |
|  |                                                              |
|  | Ruppiaceae                                                   |
|  |                                                              |
|  | Cymodoceaceae                                                |
|  |                                                              |

|  | Ruppiaceae    |
|  |               |
|  | Cymodoceaceae |
|  |               |

|  | Zosteraceae      |
|  |                  |
|  | Potamogetonaceae |
|  |                  |

|  | Posidoniaceae                                                |
|  |                                                              |
|  | \| \| Ruppiaceae \| \| \| \| \| \| Cymodoceaceae \| \| \| \| |
|  |                                                              |
|  | Ruppiaceae                                                   |
|  |                                                              |
|  | Cymodoceaceae                                                |
|  |                                                              |

|  | Ruppiaceae    |
|  |               |
|  | Cymodoceaceae |
|  |               |

|  | Zosteraceae      |
|  |                  |
|  | Potamogetonaceae |
|  |                  |

|  | Posidoniaceae                                                |
|  |                                                              |
|  | \| \| Ruppiaceae \| \| \| \| \| \| Cymodoceaceae \| \| \| \| |
|  |                                                              |
|  | Ruppiaceae                                                   |
|  |                                                              |
|  | Cymodoceaceae                                                |
|  |                                                              |

|  | Ruppiaceae    |
|  |               |
|  | Cymodoceaceae |
|  |               |

|  | Zosteraceae      |
|  |                  |
|  | Potamogetonaceae |
|  |                  |

|  | Posidoniaceae                                                |
|  |                                                              |
|  | \| \| Ruppiaceae \| \| \| \| \| \| Cymodoceaceae \| \| \| \| |
|  |                                                              |
|  | Ruppiaceae                                                   |
|  |                                                              |
|  | Cymodoceaceae                                                |
|  |                                                              |

|  | Ruppiaceae    |
|  |               |
|  | Cymodoceaceae |
|  |               |

|  | Zosteraceae      |
|  |                  |
|  | Potamogetonaceae |
|  |                  |

|  | Posidoniaceae                                                |
|  |                                                              |
|  | \| \| Ruppiaceae \| \| \| \| \| \| Cymodoceaceae \| \| \| \| |
|  |                                                              |
|  | Ruppiaceae                                                   |
|  |                                                              |
|  | Cymodoceaceae                                                |
|  |                                                              |

|  | Ruppiaceae    |
|  |               |
|  | Cymodoceaceae |
|  |               |

|  | Zosteraceae      |
|  |                  |
|  | Potamogetonaceae |
|  |                  |

|  | Posidoniaceae                                                |
|  |                                                              |
|  | \| \| Ruppiaceae \| \| \| \| \| \| Cymodoceaceae \| \| \| \| |
|  |                                                              |
|  | Ruppiaceae                                                   |
|  |                                                              |
|  | Cymodoceaceae                                                |
|  |                                                              |

|  | Ruppiaceae    |
|  |               |
|  | Cymodoceaceae |
|  |               |

|  | Zosteraceae      |
|  |                  |
|  | Potamogetonaceae |
|  |                  |

|  | Posidoniaceae                                                |
|  |                                                              |
|  | \| \| Ruppiaceae \| \| \| \| \| \| Cymodoceaceae \| \| \| \| |
|  |                                                              |
|  | Ruppiaceae                                                   |
|  |                                                              |
|  | Cymodoceaceae                                                |
|  |                                                              |

|  | Ruppiaceae    |
|  |               |
|  | Cymodoceaceae |
|  |               |

|  | Zosteraceae      |
|  |                  |
|  | Potamogetonaceae |
|  |                  |

|  | Posidoniaceae                                                |
|  |                                                              |
|  | \| \| Ruppiaceae \| \| \| \| \| \| Cymodoceaceae \| \| \| \| |
|  |                                                              |
|  | Ruppiaceae                                                   |
|  |                                                              |
|  | Cymodoceaceae                                                |
|  |                                                              |

|  | Ruppiaceae    |
|  |               |
|  | Cymodoceaceae |
|  |               |

|  | Zosteraceae      |
|  |                  |
|  | Potamogetonaceae |
|  |                  |

|  | Posidoniaceae                                                |
|  |                                                              |
|  | \| \| Ruppiaceae \| \| \| \| \| \| Cymodoceaceae \| \| \| \| |
|  |                                                              |
|  | Ruppiaceae                                                   |
|  |                                                              |
|  | Cymodoceaceae                                                |
|  |                                                              |

|  | Ruppiaceae    |
|  |               |
|  | Cymodoceaceae |
|  |               |

|  | Zosteraceae      |
|  |                  |
|  | Potamogetonaceae |
|  |                  |

|  | Posidoniaceae                                                |
|  |                                                              |
|  | \| \| Ruppiaceae \| \| \| \| \| \| Cymodoceaceae \| \| \| \| |
|  |                                                              |
|  | Ruppiaceae                                                   |
|  |                                                              |
|  | Cymodoceaceae                                                |
|  |                                                              |

|  | Ruppiaceae    |
|  |               |
|  | Cymodoceaceae |
|  |               |

|  | Zosteraceae      |
|  |                  |
|  | Potamogetonaceae |
|  |                  |

|  | Posidoniaceae                                                |
|  |                                                              |
|  | \| \| Ruppiaceae \| \| \| \| \| \| Cymodoceaceae \| \| \| \| |
|  |                                                              |
|  | Ruppiaceae                                                   |
|  |                                                              |
|  | Cymodoceaceae                                                |
|  |                                                              |

|  | Ruppiaceae    |
|  |               |
|  | Cymodoceaceae |
|  |               |

|  | Zosteraceae      |
|  |                  |
|  | Potamogetonaceae |
|  |                  |

|  | Posidoniaceae                                                |
|  |                                                              |
|  | \| \| Ruppiaceae \| \| \| \| \| \| Cymodoceaceae \| \| \| \| |
|  |                                                              |
|  | Ruppiaceae                                                   |
|  |                                                              |
|  | Cymodoceaceae                                                |
|  |                                                              |

|  | Ruppiaceae    |
|  |               |
|  | Cymodoceaceae |
|  |               |

|  | Zosteraceae      |
|  |                  |
|  | Potamogetonaceae |
|  |                  |

|  | Posidoniaceae                                                |
|  |                                                              |
|  | \| \| Ruppiaceae \| \| \| \| \| \| Cymodoceaceae \| \| \| \| |
|  |                                                              |
|  | Ruppiaceae                                                   |
|  |                                                              |
|  | Cymodoceaceae                                                |
|  |                                                              |

|  | Ruppiaceae    |
|  |               |
|  | Cymodoceaceae |
|  |               |

|  | Zosteraceae      |
|  |                  |
|  | Potamogetonaceae |
|  |                  |

|  | Posidoniaceae                                                |
|  |                                                              |
|  | \| \| Ruppiaceae \| \| \| \| \| \| Cymodoceaceae \| \| \| \| |
|  |                                                              |
|  | Ruppiaceae                                                   |
|  |                                                              |
|  | Cymodoceaceae                                                |
|  |                                                              |

|  | Ruppiaceae    |
|  |               |
|  | Cymodoceaceae |
|  |               |

|  | Zosteraceae      |
|  |                  |
|  | Potamogetonaceae |
|  |                  |

|  | Posidoniaceae                                                |
|  |                                                              |
|  | \| \| Ruppiaceae \| \| \| \| \| \| Cymodoceaceae \| \| \| \| |
|  |                                                              |
|  | Ruppiaceae                                                   |
|  |                                                              |
|  | Cymodoceaceae                                                |
|  |                                                              |

|  | Ruppiaceae    |
|  |               |
|  | Cymodoceaceae |
|  |               |

|  | Zosteraceae      |
|  |                  |
|  | Potamogetonaceae |
|  |                  |

|  | Hydrocharitaceae |
|  |                  |
|  | Butomaceae       |
|  |                  |

| Alismataceae s.l. | \| \| Alismataceae s.s. \| \| \| \| \| \| Limnocharitaceae \| \| \| \| |
|                   | \| \| Alismataceae s.s. \| \| \| \| \| \| Limnocharitaceae \| \| \| \| |
|                   | Alismataceae s.s.                                                      |
|                   |                                                                        |
|                   | Limnocharitaceae                                                       |
|                   |                                                                        |

|  | Alismataceae s.s. |
|  |                   |
|  | Limnocharitaceae  |
|  |                   |

|  | Hydrocharitaceae |
|  |                  |
|  | Butomaceae       |
|  |                  |

| Alismataceae s.l. | \| \| Alismataceae s.s. \| \| \| \| \| \| Limnocharitaceae \| \| \| \| |
|                   | \| \| Alismataceae s.s. \| \| \| \| \| \| Limnocharitaceae \| \| \| \| |
|                   | Alismataceae s.s.                                                      |
|                   |                                                                        |
|                   | Limnocharitaceae                                                       |
|                   |                                                                        |

|  | Alismataceae s.s. |
|  |                   |
|  | Limnocharitaceae  |
|  |                   |

|  | Posidoniaceae                                                |
|  |                                                              |
|  | \| \| Ruppiaceae \| \| \| \| \| \| Cymodoceaceae \| \| \| \| |
|  |                                                              |
|  | Ruppiaceae                                                   |
|  |                                                              |
|  | Cymodoceaceae                                                |
|  |                                                              |

|  | Ruppiaceae    |
|  |               |
|  | Cymodoceaceae |
|  |               |

|  | Zosteraceae      |
|  |                  |
|  | Potamogetonaceae |
|  |                  |

|  | Posidoniaceae                                                |
|  |                                                              |
|  | \| \| Ruppiaceae \| \| \| \| \| \| Cymodoceaceae \| \| \| \| |
|  |                                                              |
|  | Ruppiaceae                                                   |
|  |                                                              |
|  | Cymodoceaceae                                                |
|  |                                                              |

|  | Ruppiaceae    |
|  |               |
|  | Cymodoceaceae |
|  |               |

|  | Zosteraceae      |
|  |                  |
|  | Potamogetonaceae |
|  |                  |

|  | Posidoniaceae                                                |
|  |                                                              |
|  | \| \| Ruppiaceae \| \| \| \| \| \| Cymodoceaceae \| \| \| \| |
|  |                                                              |
|  | Ruppiaceae                                                   |
|  |                                                              |
|  | Cymodoceaceae                                                |
|  |                                                              |

|  | Ruppiaceae    |
|  |               |
|  | Cymodoceaceae |
|  |               |

|  | Zosteraceae      |
|  |                  |
|  | Potamogetonaceae |
|  |                  |

|  | Posidoniaceae                                                |
|  |                                                              |
|  | \| \| Ruppiaceae \| \| \| \| \| \| Cymodoceaceae \| \| \| \| |
|  |                                                              |
|  | Ruppiaceae                                                   |
|  |                                                              |
|  | Cymodoceaceae                                                |
|  |                                                              |

|  | Ruppiaceae    |
|  |               |
|  | Cymodoceaceae |
|  |               |

|  | Zosteraceae      |
|  |                  |
|  | Potamogetonaceae |
|  |                  |

|  | Posidoniaceae                                                |
|  |                                                              |
|  | \| \| Ruppiaceae \| \| \| \| \| \| Cymodoceaceae \| \| \| \| |
|  |                                                              |
|  | Ruppiaceae                                                   |
|  |                                                              |
|  | Cymodoceaceae                                                |
|  |                                                              |

|  | Ruppiaceae    |
|  |               |
|  | Cymodoceaceae |
|  |               |

|  | Zosteraceae      |
|  |                  |
|  | Potamogetonaceae |
|  |                  |

|  | Posidoniaceae                                                |
|  |                                                              |
|  | \| \| Ruppiaceae \| \| \| \| \| \| Cymodoceaceae \| \| \| \| |
|  |                                                              |
|  | Ruppiaceae                                                   |
|  |                                                              |
|  | Cymodoceaceae                                                |
|  |                                                              |

|  | Ruppiaceae    |
|  |               |
|  | Cymodoceaceae |
|  |               |

|  | Zosteraceae      |
|  |                  |
|  | Potamogetonaceae |
|  |                  |

|  | Posidoniaceae                                                |
|  |                                                              |
|  | \| \| Ruppiaceae \| \| \| \| \| \| Cymodoceaceae \| \| \| \| |
|  |                                                              |
|  | Ruppiaceae                                                   |
|  |                                                              |
|  | Cymodoceaceae                                                |
|  |                                                              |

|  | Ruppiaceae    |
|  |               |
|  | Cymodoceaceae |
|  |               |

|  | Zosteraceae      |
|  |                  |
|  | Potamogetonaceae |
|  |                  |

|  | Posidoniaceae                                                |
|  |                                                              |
|  | \| \| Ruppiaceae \| \| \| \| \| \| Cymodoceaceae \| \| \| \| |
|  |                                                              |
|  | Ruppiaceae                                                   |
|  |                                                              |
|  | Cymodoceaceae                                                |
|  |                                                              |

|  | Ruppiaceae    |
|  |               |
|  | Cymodoceaceae |
|  |               |

|  | Zosteraceae      |
|  |                  |
|  | Potamogetonaceae |
|  |                  |

|  | Posidoniaceae                                                |
|  |                                                              |
|  | \| \| Ruppiaceae \| \| \| \| \| \| Cymodoceaceae \| \| \| \| |
|  |                                                              |
|  | Ruppiaceae                                                   |
|  |                                                              |
|  | Cymodoceaceae                                                |
|  |                                                              |

|  | Ruppiaceae    |
|  |               |
|  | Cymodoceaceae |
|  |               |

|  | Zosteraceae      |
|  |                  |
|  | Potamogetonaceae |
|  |                  |

|  | Posidoniaceae                                                |
|  |                                                              |
|  | \| \| Ruppiaceae \| \| \| \| \| \| Cymodoceaceae \| \| \| \| |
|  |                                                              |
|  | Ruppiaceae                                                   |
|  |                                                              |
|  | Cymodoceaceae                                                |
|  |                                                              |

|  | Ruppiaceae    |
|  |               |
|  | Cymodoceaceae |
|  |               |

|  | Zosteraceae      |
|  |                  |
|  | Potamogetonaceae |
|  |                  |

|  | Posidoniaceae                                                |
|  |                                                              |
|  | \| \| Ruppiaceae \| \| \| \| \| \| Cymodoceaceae \| \| \| \| |
|  |                                                              |
|  | Ruppiaceae                                                   |
|  |                                                              |
|  | Cymodoceaceae                                                |
|  |                                                              |

|  | Ruppiaceae    |
|  |               |
|  | Cymodoceaceae |
|  |               |

|  | Zosteraceae      |
|  |                  |
|  | Potamogetonaceae |
|  |                  |

|  | Posidoniaceae                                                |
|  |                                                              |
|  | \| \| Ruppiaceae \| \| \| \| \| \| Cymodoceaceae \| \| \| \| |
|  |                                                              |
|  | Ruppiaceae                                                   |
|  |                                                              |
|  | Cymodoceaceae                                                |
|  |                                                              |

|  | Ruppiaceae    |
|  |               |
|  | Cymodoceaceae |
|  |               |

|  | Zosteraceae      |
|  |                  |
|  | Potamogetonaceae |
|  |                  |

|  | Posidoniaceae                                                |
|  |                                                              |
|  | \| \| Ruppiaceae \| \| \| \| \| \| Cymodoceaceae \| \| \| \| |
|  |                                                              |
|  | Ruppiaceae                                                   |
|  |                                                              |
|  | Cymodoceaceae                                                |
|  |                                                              |

|  | Ruppiaceae    |
|  |               |
|  | Cymodoceaceae |
|  |               |

|  | Zosteraceae      |
|  |                  |
|  | Potamogetonaceae |
|  |                  |

|  | Posidoniaceae                                                |
|  |                                                              |
|  | \| \| Ruppiaceae \| \| \| \| \| \| Cymodoceaceae \| \| \| \| |
|  |                                                              |
|  | Ruppiaceae                                                   |
|  |                                                              |
|  | Cymodoceaceae                                                |
|  |                                                              |

|  | Ruppiaceae    |
|  |               |
|  | Cymodoceaceae |
|  |               |

|  | Zosteraceae      |
|  |                  |
|  | Potamogetonaceae |
|  |                  |

|  | Posidoniaceae                                                |
|  |                                                              |
|  | \| \| Ruppiaceae \| \| \| \| \| \| Cymodoceaceae \| \| \| \| |
|  |                                                              |
|  | Ruppiaceae                                                   |
|  |                                                              |
|  | Cymodoceaceae                                                |
|  |                                                              |

|  | Ruppiaceae    |
|  |               |
|  | Cymodoceaceae |
|  |               |

|  | Zosteraceae      |
|  |                  |
|  | Potamogetonaceae |
|  |                  |

|  | Posidoniaceae                                                |
|  |                                                              |
|  | \| \| Ruppiaceae \| \| \| \| \| \| Cymodoceaceae \| \| \| \| |
|  |                                                              |
|  | Ruppiaceae                                                   |
|  |                                                              |
|  | Cymodoceaceae                                                |
|  |                                                              |

|  | Ruppiaceae    |
|  |               |
|  | Cymodoceaceae |
|  |               |

|  | Zosteraceae      |
|  |                  |
|  | Potamogetonaceae |
|  |                  |

|  | Hydrocharitaceae |
|  |                  |
|  | Butomaceae       |
|  |                  |

| Alismataceae s.l. | \| \| Alismataceae s.s. \| \| \| \| \| \| Limnocharitaceae \| \| \| \| |
|                   | \| \| Alismataceae s.s. \| \| \| \| \| \| Limnocharitaceae \| \| \| \| |
|                   | Alismataceae s.s.                                                      |
|                   |                                                                        |
|                   | Limnocharitaceae                                                       |
|                   |                                                                        |

|  | Alismataceae s.s. |
|  |                   |
|  | Limnocharitaceae  |
|  |                   |

|  | Hydrocharitaceae |
|  |                  |
|  | Butomaceae       |
|  |                  |

| Alismataceae s.l. | \| \| Alismataceae s.s. \| \| \| \| \| \| Limnocharitaceae \| \| \| \| |
|                   | \| \| Alismataceae s.s. \| \| \| \| \| \| Limnocharitaceae \| \| \| \| |
|                   | Alismataceae s.s.                                                      |
|                   |                                                                        |
|                   | Limnocharitaceae                                                       |
|                   |                                                                        |

|  | Alismataceae s.s. |
|  |                   |
|  | Limnocharitaceae  |
|  |                   |

|  | Posidoniaceae                                                |
|  |                                                              |
|  | \| \| Ruppiaceae \| \| \| \| \| \| Cymodoceaceae \| \| \| \| |
|  |                                                              |
|  | Ruppiaceae                                                   |
|  |                                                              |
|  | Cymodoceaceae                                                |
|  |                                                              |

|  | Ruppiaceae    |
|  |               |
|  | Cymodoceaceae |
|  |               |

|  | Zosteraceae      |
|  |                  |
|  | Potamogetonaceae |
|  |                  |

|  | Posidoniaceae                                                |
|  |                                                              |
|  | \| \| Ruppiaceae \| \| \| \| \| \| Cymodoceaceae \| \| \| \| |
|  |                                                              |
|  | Ruppiaceae                                                   |
|  |                                                              |
|  | Cymodoceaceae                                                |
|  |                                                              |

|  | Ruppiaceae    |
|  |               |
|  | Cymodoceaceae |
|  |               |

|  | Zosteraceae      |
|  |                  |
|  | Potamogetonaceae |
|  |                  |

|  | Posidoniaceae                                                |
|  |                                                              |
|  | \| \| Ruppiaceae \| \| \| \| \| \| Cymodoceaceae \| \| \| \| |
|  |                                                              |
|  | Ruppiaceae                                                   |
|  |                                                              |
|  | Cymodoceaceae                                                |
|  |                                                              |

|  | Ruppiaceae    |
|  |               |
|  | Cymodoceaceae |
|  |               |

|  | Zosteraceae      |
|  |                  |
|  | Potamogetonaceae |
|  |                  |

|  | Posidoniaceae                                                |
|  |                                                              |
|  | \| \| Ruppiaceae \| \| \| \| \| \| Cymodoceaceae \| \| \| \| |
|  |                                                              |
|  | Ruppiaceae                                                   |
|  |                                                              |
|  | Cymodoceaceae                                                |
|  |                                                              |

|  | Ruppiaceae    |
|  |               |
|  | Cymodoceaceae |
|  |               |

|  | Zosteraceae      |
|  |                  |
|  | Potamogetonaceae |
|  |                  |

|  | Posidoniaceae                                                |
|  |                                                              |
|  | \| \| Ruppiaceae \| \| \| \| \| \| Cymodoceaceae \| \| \| \| |
|  |                                                              |
|  | Ruppiaceae                                                   |
|  |                                                              |
|  | Cymodoceaceae                                                |
|  |                                                              |

|  | Ruppiaceae    |
|  |               |
|  | Cymodoceaceae |
|  |               |

|  | Zosteraceae      |
|  |                  |
|  | Potamogetonaceae |
|  |                  |

|  | Posidoniaceae                                                |
|  |                                                              |
|  | \| \| Ruppiaceae \| \| \| \| \| \| Cymodoceaceae \| \| \| \| |
|  |                                                              |
|  | Ruppiaceae                                                   |
|  |                                                              |
|  | Cymodoceaceae                                                |
|  |                                                              |

|  | Ruppiaceae    |
|  |               |
|  | Cymodoceaceae |
|  |               |

|  | Zosteraceae      |
|  |                  |
|  | Potamogetonaceae |
|  |                  |

|  | Posidoniaceae                                                |
|  |                                                              |
|  | \| \| Ruppiaceae \| \| \| \| \| \| Cymodoceaceae \| \| \| \| |
|  |                                                              |
|  | Ruppiaceae                                                   |
|  |                                                              |
|  | Cymodoceaceae                                                |
|  |                                                              |

|  | Ruppiaceae    |
|  |               |
|  | Cymodoceaceae |
|  |               |

|  | Zosteraceae      |
|  |                  |
|  | Potamogetonaceae |
|  |                  |

|  | Posidoniaceae                                                |
|  |                                                              |
|  | \| \| Ruppiaceae \| \| \| \| \| \| Cymodoceaceae \| \| \| \| |
|  |                                                              |
|  | Ruppiaceae                                                   |
|  |                                                              |
|  | Cymodoceaceae                                                |
|  |                                                              |

|  | Ruppiaceae    |
|  |               |
|  | Cymodoceaceae |
|  |               |

|  | Zosteraceae      |
|  |                  |
|  | Potamogetonaceae |
|  |                  |

|  | Posidoniaceae                                                |
|  |                                                              |
|  | \| \| Ruppiaceae \| \| \| \| \| \| Cymodoceaceae \| \| \| \| |
|  |                                                              |
|  | Ruppiaceae                                                   |
|  |                                                              |
|  | Cymodoceaceae                                                |
|  |                                                              |

|  | Ruppiaceae    |
|  |               |
|  | Cymodoceaceae |
|  |               |

|  | Zosteraceae      |
|  |                  |
|  | Potamogetonaceae |
|  |                  |

|  | Posidoniaceae                                                |
|  |                                                              |
|  | \| \| Ruppiaceae \| \| \| \| \| \| Cymodoceaceae \| \| \| \| |
|  |                                                              |
|  | Ruppiaceae                                                   |
|  |                                                              |
|  | Cymodoceaceae                                                |
|  |                                                              |

|  | Ruppiaceae    |
|  |               |
|  | Cymodoceaceae |
|  |               |

|  | Zosteraceae      |
|  |                  |
|  | Potamogetonaceae |
|  |                  |

|  | Posidoniaceae                                                |
|  |                                                              |
|  | \| \| Ruppiaceae \| \| \| \| \| \| Cymodoceaceae \| \| \| \| |
|  |                                                              |
|  | Ruppiaceae                                                   |
|  |                                                              |
|  | Cymodoceaceae                                                |
|  |                                                              |

|  | Ruppiaceae    |
|  |               |
|  | Cymodoceaceae |
|  |               |

|  | Zosteraceae      |
|  |                  |
|  | Potamogetonaceae |
|  |                  |

|  | Posidoniaceae                                                |
|  |                                                              |
|  | \| \| Ruppiaceae \| \| \| \| \| \| Cymodoceaceae \| \| \| \| |
|  |                                                              |
|  | Ruppiaceae                                                   |
|  |                                                              |
|  | Cymodoceaceae                                                |
|  |                                                              |

|  | Ruppiaceae    |
|  |               |
|  | Cymodoceaceae |
|  |               |

|  | Zosteraceae      |
|  |                  |
|  | Potamogetonaceae |
|  |                  |

|  | Posidoniaceae                                                |
|  |                                                              |
|  | \| \| Ruppiaceae \| \| \| \| \| \| Cymodoceaceae \| \| \| \| |
|  |                                                              |
|  | Ruppiaceae                                                   |
|  |                                                              |
|  | Cymodoceaceae                                                |
|  |                                                              |

|  | Ruppiaceae    |
|  |               |
|  | Cymodoceaceae |
|  |               |

|  | Zosteraceae      |
|  |                  |
|  | Potamogetonaceae |
|  |                  |

|  | Posidoniaceae                                                |
|  |                                                              |
|  | \| \| Ruppiaceae \| \| \| \| \| \| Cymodoceaceae \| \| \| \| |
|  |                                                              |
|  | Ruppiaceae                                                   |
|  |                                                              |
|  | Cymodoceaceae                                                |
|  |                                                              |

|  | Ruppiaceae    |
|  |               |
|  | Cymodoceaceae |
|  |               |

|  | Zosteraceae      |
|  |                  |
|  | Potamogetonaceae |
|  |                  |

|  | Posidoniaceae                                                |
|  |                                                              |
|  | \| \| Ruppiaceae \| \| \| \| \| \| Cymodoceaceae \| \| \| \| |
|  |                                                              |
|  | Ruppiaceae                                                   |
|  |                                                              |
|  | Cymodoceaceae                                                |
|  |                                                              |

|  | Ruppiaceae    |
|  |               |
|  | Cymodoceaceae |
|  |               |

|  | Zosteraceae      |
|  |                  |
|  | Potamogetonaceae |
|  |                  |

|  | Posidoniaceae                                                |
|  |                                                              |
|  | \| \| Ruppiaceae \| \| \| \| \| \| Cymodoceaceae \| \| \| \| |
|  |                                                              |
|  | Ruppiaceae                                                   |
|  |                                                              |
|  | Cymodoceaceae                                                |
|  |                                                              |

|  | Ruppiaceae    |
|  |               |
|  | Cymodoceaceae |
|  |               |

|  | Zosteraceae      |
|  |                  |
|  | Potamogetonaceae |
|  |                  |

## Phân loại
Các phân họ:
- Hydrocharitoideae Eaton: 2 chi, 5 loài. Ôn đới và cận nhiệt đới.
  - Hydrocharis: Lá sắn, thủy miết
  - Limnobium (bao gồm cả Hydromystria): Lá sắn Mỹ, chiểu bình
- Stratiotoideae Luersson: 1 chi, 1 loài
  - Stratiotes (Stratiotes aloides. Eurasian)
- Anacharidoideae Thomé: 7 chi, ~ 38-48 loài. Nhiệt đới tới ôn đới, đặc biệt là châu Mỹ.
  - Apalanthe
  - Appertiella
  - Blyxa (bao gồm cả Enhydrias): chân thủy lá sen, lá hẹ, chân thủy hạt có gai; lá hẹ hạt có gai, chân thủy, chân thủy lá mác, chân thủy tám nhị; lá hẹ tám nhị, chân thủy việt, thủy si.
  - Egeria: Rong đuôi chồn Nam Mỹ, thủy uẩn thảo
  - Elodea (bao gồm cả Anacharis, Udora): Rong đuôi chồn Bắc Mỹ, y lạc thảo
  - Lagarosiphon: Nhuyễn cốt thảo
  - Ottelia (bao gồm cả Benedictaea, Beneditaea, Bootia, Oligolobos, Xystrolobus): mã đề nước, rau bát, cải đồng, thủy xa tiền
- Hydrilloideae Luersson: 8 chi, 61-76 loài, sinh sống trong môi trường biển thuộc vùng nhiệt đới và cận nhiệt đới, đặc biệt tại Cựu thế giới. Riêng chi Najas phân bố gần như rộng khắp thế giới, trong môi trường nước ngọt.
  - Enhalus: Chân diêm hay hải xương bồ (Enhalus acoroides). Ấn Độ Dương và tây Thái Bình Dương.
  - Halophila: Ái diêm hay hỉ diêm thảo. Vùng biển nhiệt đới, cận nhiệt đới và tới vùng ôn đới.
  - Hydrilla: Rong đuôi chồn, rong đen, rong gai, hắc tảo (Hydrilla verticillata). Tại các vùng nước ngọt ấm và mát ở châu Á, châu Âu, châu Phi và Australia.
  - Najas[4][5][6]: Khoảng 40[3]-50 loài[2] tì tảo, trước đây thường đặt trong họ riêng có danh pháp Najadaceae[2]. Tại Việt Nam có 3 loài là N. indica, N. malesiana, N. minor. Sống trong môi trường nước ngọt.
  - Maidenia. Có thể gộp trong chi Vallisneria.
  - Nechamandra: Lưu hùng, rong chân thỏ, hà tử thảo
  - Thalassia (bao gồm cả Schizotheca): Hải dương thảo, cỏ biển, thái lai tảo.
  - Vallisneria (có thể bao gồm cả Maidenia): Rong mái chèo; tóc tiên nước, khổ thảo.

## Sử dụng
Một vài loài được nuôi trồng trong các bể cảnh hay làm cây cảnh và sau đó đã trở thành cỏ dại nguy hiểm trong tự nhiên (như chi Elodea).

## Thư viện ảnh

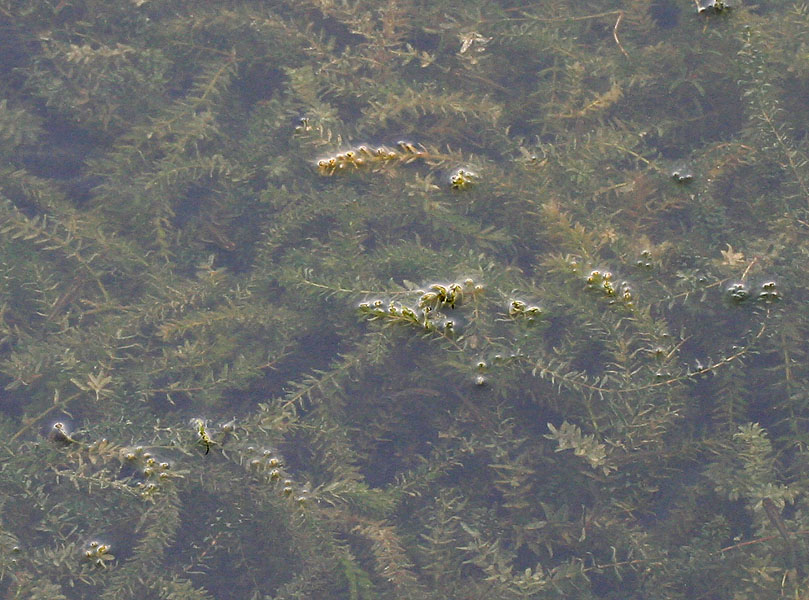
Hydrilla verticillata tại Hyderabad, Ấn Độ.
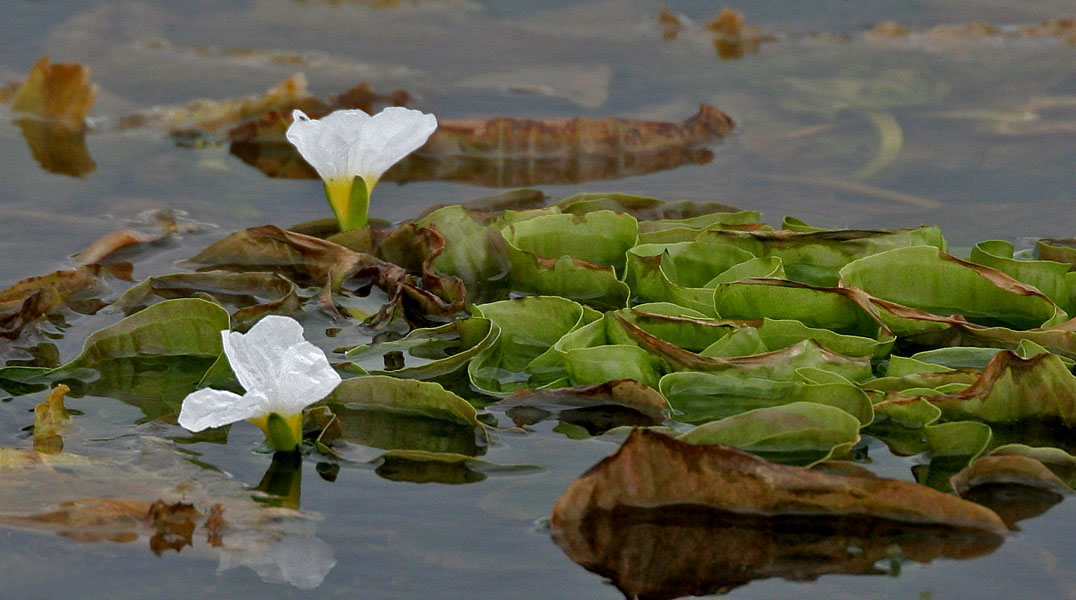
Ottelia alismoides tại Hyderabad, Ấn Độ.